# Getter Robo Arc
Getter Robo Arc (ゲッターロボ アーク Gettā Robo Āku?) es una serie de manga escrita e ilustrada por Ken Ishikawa basada en la franquicia Getter Robo creada por Ishikawa y Go Nagai. Se publicó por primera vez en la revista Super Robot de Futabasha del 19 de julio de 2001 al 19 de septiembre de 2003, compilándose en 3 volúmenes de tankōbon (2 volúmenes de aizōban de Futabasha) hasta su cancelación prematura. Tiene lugar 10 años después de Shin Getter Robo y Getter Robo Go, sigue a un nuevo equipo Getter liderado por Hayato para evitar que la invasión de Andrómeda Stellaration invada la Tierra utilizando el nuevo mecha, Getter Robo Arc. Una adaptación de la serie de televisión de anime de Bee Media y Studio A-Cat se emitió de julio a septiembre de 2021.

## Sinopsis
Diecinueve años después de que Ryoma Nagare, Go Ichimonji y Messiah Tyr abandonaran la Tierra en el Shin Getter 1 rumbo a Marte, el mundo se está recuperando de un conflicto anterior que casi cambió el planeta para siempre. En ese momento, el conflicto entre la Tierra y una entidad desconocida conocida como Andrómeda Stellaration se está intensificando a medida que enjambres de extraterrestres tecnorgánicos parecidos a insectos casi ponen al planeta de rodillas. Sin embargo, el Instituto Saotome, ahora bajo el mando de Hayato Jin, está haciendo todo lo posible para repeler al enemigo mientras entrena nuevos pilotos para proteger la Tierra contra amenazas extraterrestres tanto dentro como fuera del planeta. Todo para pilotar una nueva unidad Getter que será el legado final del Profesor Saotome: Getter Robo Arc.
En medio del conflicto, Takuma Nagare, un adolescente y único hijo de Ryoma, busca respuestas sobre su propio legado guiado por su amigo Baku Yamagishi. Durante una batalla entre una bestia de metal y el equipo Getter del Instituto Saotome, Takuma y Baku secuestraron un Getter D2 caído después de que su piloto muriera. Para consternación y curiosidad de Hayato, envió el Getter Arc pilotado por Sho Kamui para ayudar a Takuma a derrotar a la bestia de metal y fue llevado al instituto. Al ver el potencial de Takuma y Baku, Hayato asignó a ambos junto con Sho para operar Getter Robo Arc como la última esperanza de la humanidad contra la estelaración de Andrómeda para proteger a la humanidad de su propia extinción.

## Personajes
Takuma Nagare (流拓馬 Nagare Takuma?)
 Seiyū: Yuma Uchida
Sho Kamui (カムイ・ショウ Kamui Shō?)
 Seiyū: Arimaro Mukaino
Baku Yamagishi (山岸獏 Yamagishi Baku?)
 Seiyū: Kazuhiro Sunseki
Hayato Jin (神隼人 Jin Hayato?)
 Seiyū: Naoya Uchida
Profesor Shikishima (敷島博士 Shikishima Hakase?)
 Seiyū: Yōhei Tadano
Mayor Igari (伊賀利隊長 Igari Taichō?)
 Seiyū: Mitsuo Iwata
Captain Hoshi (星一尉 Hoshi Ichii?)
 Seiyū: Chihiro Nishimori
Ryoma Nagare (流竜馬 Nagare Ryōma?)
 Seiyū: Hideo Ishikawa
Benkei Kuruma (車弁慶 Kuruma Benkei?)
 Seiyū: Kiyoyuki Yanada
Professor Saotome (早乙女博士 Saotome Hakase?)
 Seiyū: Takayuki Sugō
Go Ichimonji (一文字號 Ichimonji Go?)
 Seiyū: Takahiro Sakurai

## Contenido de la obra

### Manga
Getter Robo Arc fue escrito y dibujado por Ken Ishikawa. Creada como la tercera entrega de la serie Getter Robo después de Getter Robo Go, se publicó por entregas en la revista Super Robot de Futabasha del 19 de julio de 2001 al 19 de septiembre de 2003. Sin embargo, después de que se publicaron los 3 volúmenes y la "parte 1" de la serie. Concluido, Ishikawa murió el 17 de noviembre de 2006, dejando el resto de la historia inconclusa. Posteriormente, Futabasha volvió a publicar el manga en 2007 en una edición Aizoban y más tarde en 2016 en una edición limitada Kanzenban.

### Anime
Bandai Namco Entertainment anunció una adaptación de la serie de televisión de anime producida por Bee Media y Studio A-Cat el 2 de noviembre de 2020 y se emitió del 4 de julio al 26 de septiembre de 2021 en AT-X, Tokyo MX, BS SkyPer y BS11. Jun Kawagoe dirige la serie, con Tadashi Hayakawa como escritor y música compuesta por Yoshichika Kuriyama y Shiho Terada. JAM Project interpretó el tema de apertura de la serie "Bloodlines ~Unmei no Ketto~" y los temas finales de la serie: "Dragon 2021", "Storm 2021", "Heats 2021" y "Tomo yo" (戦友よ, "Comrade"). Sentai Filmworks obtuvo la licencia de la serie fuera de Asia, y lo transmitió en HIDIVE. Medialink obtuvo la licencia de la serie en el sur y sudeste de Asia y su transmisión en el canal de YouTube de Ani-One Asia.